# Gerberga (Carlomanno I)
Gerberga (fl. VIII secolo) fu la regina carolingia dei Franchi in quanto moglie di Carlomanno I, Re dei Franchi, dal 768 al 771. La sua fuga verso il regno longobardo del re Desiderio nel 771, dopo la morte del marito, precedette la guerra poi vinta dal cognato Carlo Magno.

## Biografia
Si sa molto poco della vita di Gerberga. Le sue origini sono controverse: la maggior parte degli storici ritiene potesse essere figlia del re Desiderio, ma per altri studiosi ciò sembra essere il risultato della confusione tra lei e sua cognata, la principessa longobarda Desiderata, che aveva sposato Carlo Magno, fratello di Carlomanno.
Gerberga diede al marito due figli maschi: il maggiore fu chiamato Pipino. Alla morte del marito Gerberga si aspettava che i suoi figli ne ereditassero il regno e forse intendeva regnare come reggente. Al contrario Carlo Magno conquistò il territorio del fratello e Gerberga fuggì dal regno con i figli e con Autcaro, consigliere di Carlomanno. Eginardo, biografo di Carlo Magno, sostenne che fuggì senza motivo.